# Cautethia
Cautethia is een geslacht van vlinders uit de onderfamilie Macroglossinae van de familie pijlstaarten (Sphingidae).

## Soorten
- Cautethia exuma McCabe, 1984
- Cautethia grotei Edwards, 1882
- Cautethia noctuiformis (Walker, 1856)
- Cautethia simitia Schaus, 1932
- Cautethia spuria (Boisduval, 1875)
- Cautethia yucatana (Clark, 1919)